# Gmina Kneževo
Gmina Kneževo (serb. Општина Кнежево / Opština Kneževo) – gmina w Bośni i Hercegowinie, w Republice Serbskiej. W 2013 roku liczyła 9368 mieszkańców.